# 中嶋豊
1976年長野県警察山岳遭難救助隊員に指名。機動隊、航空隊等で遭難救助に多数出動。
1980年、オーストラリアなどにおいて山岳救助研修。
1981年～1982年、および1987年～1990年の２度、県警航空隊でレスキュー担当。
1996年～1998年県警山岳救助隊第９代隊長。2013年退職。
2020年～2023年長野県消防防災航空隊・安全運航管理幹。
登山歴は50年余。1980年長谷川恒男氏と北穂高岳滝谷ドーム中央稜、P2フランケ等を登攀。
休日には県内の山岳、里山・山城歩きを楽しむ。
趣味は山歩き地図作成。写真撮影、渓流釣り。

## 活動
これまでに手がけた案内地図・パンフレット
- 風越山イラストマップ（風越山を愛する会）
- 秋葉街道小川路峠イラストマップ（飯田市）
- 清内路街道梨子野峠イラストマップ（飯田市山本公民館）
- 大姥山イラストマップ（急八坂村）
- 雨飾山ポスター（小谷村）
- 辰野町里山マップ（辰野町）
- 飯縄山山頂方位盤監修（長野市）
- 涸沢ヒュッテパンフ、マップ（涸沢ヒュッテ）
- 木曽駒ケ岳・空木岳イラストマップ（駒ケ根市）
- 蓼科山案内板（佐久市）
- 金峰山マップ（川上村）
- 観光パンフ茂来山（佐久穂町）
- 坂城里山イラストマップ（坂城町）
- 長峰山・光城山イラストマップ（安曇野市）
- 南信州新聞「豊おすすめ日帰り山マップ」50回連載。

山歩き講演多数。

## 書籍
- 『信州山歩き地図 北信編・東信編』信濃毎日新聞社、2013年６月  2013。ISBN 978-4-7840-7218-7。
- 信州山歩き地図２ 中信編・南信編（2014年４月）
- 信州山歩き地図３ 里山編 北信・東信（2015年７月）
- 信州山歩き地図４ 里山編 中信・南信（2016年７月）
- イラスト地図で登る長野県の名峰百選 上（2018年７月）
- イラスト地図で登る長野県の名峰百選 下（2020年１月）
- いざ！登る 信州の山城（2020年12月）
- 増補改訂版 信州山歩き地図 北信編・東信編（2022年11月）
- 増補改訂版 信州山歩き地図２ 中信編・南信編（2024年３月）

## 出演
- 登って描いて350山～信州山歩き地図～（abn長野朝日放送 2019年９月28日放送）